# Filippo Anivitti

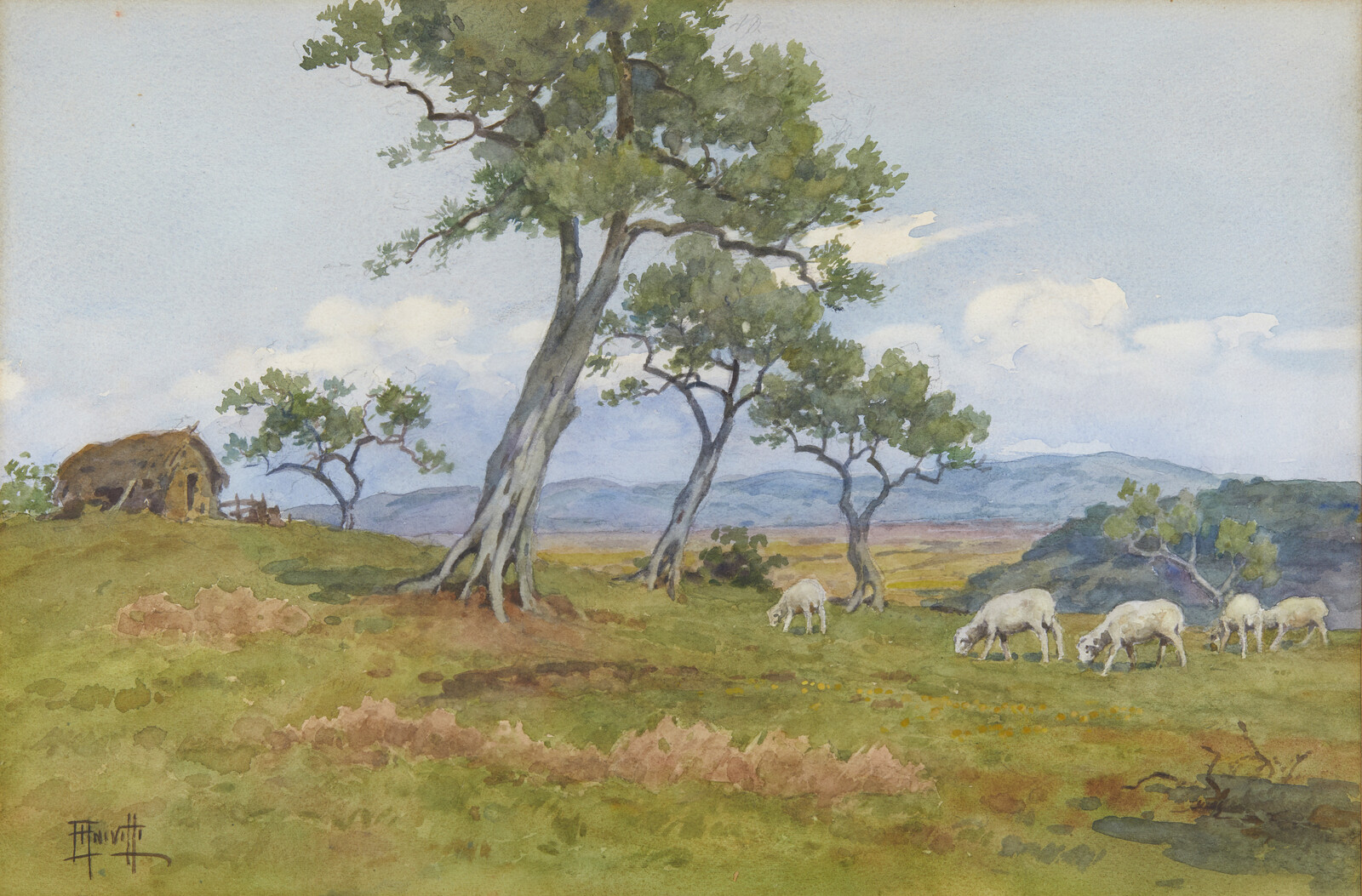
Gregge nella campagna romana, acquerello

Filippo Anivitti (Roma, 4 dicembre 1876 – Roma, 4 agosto 1955) è stato un pittore italiano.

## Biografia
Figlio di Raffaele e di Agnese Grilli, e nipote del pittore e gallerista Giulio Anivitti, Filippo Anivitti è nato a Roma il 4 dicembre 1876 ed è morto a Roma il 4 agosto 1955. Studia all'Accademia di Belle Arti di Roma, con Filippo Prosperi, titolare della cattedra di figura. Frequenta poi i corsi serali di Alessandro Morani, all'Istituto Artistico Industriale.
Agli esordi del suo percorso artistico è attratto dal divisionismo; ma è solo una fase transitoria, che gli è tuttavia utile per affinare la sensibilità alla gamma cromatica.

### Tra i  XXV della campagna romana
Spinto da Morani e da Onorato Carlandi  Filippo Anivitti si è unito ai XXV artisti della campagna romana, assumendo il nomignolo “orso”,  per la misura e la sobrietà nel parlare. Onorato Carlandi lo ha portato alla pittura dal vero, al paesaggio. I dipinti ad olio di Anivitti, talvolta su cartone, sono rari, ma eseguiti con tecnica eccellente, veloce e fresca.

### Gli acquerelli
Filippo Anivitti entra poi nel mondo degli acquerellisti: tecnica complessa, ma a lui congeniale. Nel 1907 egli infatti fa parte della "Associazione degli Acquarellisti romani", dedicandosi in un primo periodo ai ritratti, poi i suoi soggetti preferiti diventano scorci della vecchia Roma, le paludi pontine, i templi in rovina e la campagna romana con gli acquedotti e i cieli vasti e profondi. Sono gli acquedotti, nell'Agro romano, presenze mute di straordinario fascino: come sospesi nel tempo e nello spazio, narrano la loro realtà di costruzione antica e la minuta vita che abita tra i loro archi: pastori, pecore, cavalli.
Ritrae angoli, scorciː sono impressioni fugaci, colpi di luce carpiti con rapidità e freschezza, mescolando toni brillanti con altri più delicati.
Anivitti partecipa nel 1921 alla I Biennale di Roma, nel 1931 alla Quadriennale di Roma e a varie Biennali di Venezia. 
Sue opere figurano nelle Gallerie d'Arte Moderna di Milano e  di Roma, alla Galleria Capitolina e nella Quadreria del Quirinale, per acquisti fatti direttamente da Vittorio Emanuele III.

### Alcune opere
- Cipressi a Villa d'Este, 1909.
- Monte Velino, 1909.
- Il Teverone, 1910.
- Ruderi presso il Palatino, 1912.
- Ninfa, 1914.
- Il Tevere alla Magliana, 1915.
- Acquedotto romano presso Castel Madama, 1940.
- Gregge nella campagna romana
- Il Tevere a Fiumicino.
- Maccarese
- Castello di Lunghezza
- Via Appia
- Foro Romano
- Cavallo al pascolo
- Piazza di Spagna